# 96º Congresso degli Stati Uniti d'America
Il 96º Congresso degli Stati Uniti d'America, formato dalla Camera dei rappresentanti e dal Senato, ha costituito, tra il 3 gennaio 1979 ed il 3 gennaio 1981, il ramo legislativo del governo federale statunitense.
In entrambe le camere, il Partito Democratico ha ottenuto la maggioranza.

## Senato

### Riepilogo della composizione
|                               | Partito      | Partito      | Partito | Totale | Vacante |
| ----------------------------- | ------------ | ------------ | ------- | ------ | ------- |
|                               |              |              |         | Totale | Vacante |
| Democratico                   | Indipendente | Repubblicano |         | Totale | Vacante |
| Fine del congresso precedente | 58           | 1            | 41      | 100    | 0       |
|                               |              |              |         |        |         |
| Inizio                        | 57           | 1            | 42      | 100    | 0       |
| % di voti                     | 58%          | 42%          | 42%     |        |         |

### Leadership
Assemblea
- Presidente (Vicepresidente degli Stati Uniti):
  - Walter Mondale (D).
- Presidente pro tempore:
  - Warren Magnuson (D)

Maggioranza
- Leader della Maggioranza: Robert Byrd (D)
- Assistente Leader: Alan Cranston (D)

Minoranza
- Leader della Minoranza: Howard Baker (R)
- Assistente Leader: Ted Stevens (R)

### Membri
I senatori sono eletti ogni due anni, e ad ogni Congresso ne viene rinnovato un terzo. Prima del nome di ogni senatore viene indicata la "classe", ovvero il ciclo di elezioni in cui è stato eletto. Per il 96° Congresso furono sottoposti ad elezione i senatori di classe 1.
Alabama
- 2. Howell Heflin (D)
- 3. Donald Wilbur Stewart (D), fino al 2 gennaio 1981

     Jeremiah Denton (R), dal 2 gennaio 1981
Alaska
- 2. Ted Stevens (R)
- 3. Mike Gravel (D)

Arizona
- 1. Dennis DeConcini (D)
- 3. Barry Goldwater (R)

Arkansas
- 2. David Pryor (D)
- 3. Dale Bumpers (D)

California
- 1. S. I. Hayakawa (R)
- 3. Alan Cranston (D)

Carolina del Nord
- 2. Jesse Helms (R)
- 3. Robert Burren Morgan (D)

Carolina del Sud
- 2. Strom Thurmond (R)
- 3. Fritz Hollings (D)

Colorado
- 2. William L. Armstrong (R)
- 3. Gary Hart (D)

Connecticut
- 1. Lowell Weicker (R)
- 3. Abraham A. Ribicoff (D)

Dakota del Nord
- 1. Quentin N. Burdick (D-NPL)
- 3. Milton Young (R)

Dakota del Sud
- 2. Larry Pressler (R)
- 3. George McGovern (D)

Delaware
- 1. William Roth (D)
- 2. Joe Biden (D)

Florida
- 1. Lawton Chiles (D)
- 3. Richard B. Stone (D), fino al 30 dicembre 1980

     Paula Hawkins (R), dal 1° gennaio 1981
Georgia
- 2. Sam Nunn (D)
- 3. Herman Talmadge (D)

Hawaii
- 1. Spark Matsunaga (D)
- 3. Daniel Inouye (D)

Idaho
- 2. James A. McClure (R)
- 3. Frank Church (D)

Illinois
- 2. Charles H. Percy (R)
- 3. Adlai E. Stevenson III (D)

Indiana
- 1. Richard Lugar (R)
- 3. Birch Bayh (D)

Iowa
- 2. Roger Jepsen (R)
- 3. John Culver (D)

Kansas
- 2. Nancy Landon Kassebaum (R)
- 3. Bob Dole (R)

Kentucky
- 2. Walter Huddleston (D)
- 3. Wendell Ford (D)

Louisiana
- 2. J. Bennett Johnston (D)
- 3. Russell B. Long (D)

Maine
- 1. Edmund Muskie (D), fino al 7 maggio 1980

     George J. Mitchell (D), dal 19 maggio 1980
- 3. William Cohen (R)

Maryland
- 1. Paul Sarbanes (D)
- 3. Charles Mathias (R)

Massachusetts
- 1. Ted Kennedy (D)
- 2. Paul Tsongas (D)

Michigan
- 1. Donald Riegle (D)
- 2. Carl Levin (D)

Minnesota
- 1. David Durenberger (R)
- 2. Rudy Boschwitz (R)

Mississippi
- 1. John C. Stennis (D)
- 2. Thad Cochran (R)

Missouri
- 1. John Danforth (R)
- 3. Thomas Eagleton (D)

Montana
- 1. John Melcher (D)
- 2. Max Baucus (D)

Nebraska
- 1. Edward Zorinsky (D)
- 2. J. James Exon (D)

Nevada
- 1. Howard Cannon (D)
- 3. Paul Laxalt (R)

New Hampshire
- 2. Gordon J. Humphrey (R)
- 3. John A. Durkin (D), fino al 29 dicembre 1980

     Warren Rudman (R), dal 29 dicembre 1980
New Jersey
- 1. Harrison A. Williams (D)
- 2. Bill Bradley (D)

New York
- 1. Daniel Patrick Moynihan (D)
- 3. Jacob Javits (R)

Nuovo Messico
- 1. Harrison Schmitt (D)
- 2. Pete Domenici (D)

Ohio
- 1. Howard Metzenbaum (D)
- 3. John Glenn (D)

Oklahoma
- 2. David Boren (D)
- 3. Henry Bellmon (R)

Oregon
- 2. Mark Hatfield (R)
- 3. Bob Packwood (R)

Pennsylvania
- 1. John Heinz (R)
- 3. Arlen Specter (R)

Rhode Island
- 1. John Chafee (R)
- 2. Claiborne Pell (D)

Tennessee
- 1. Jim Sasser (D)
- 2. Howard Baker (R)

Texas
- 1. Lloyd Bentsen (D)
- 2. John Tower (R)

Utah
- 1. Orrin Hatch (R)
- 3. Jake Garn (R)

Vermont
- 1. Robert Stafford (R)
- 3. Patrick Leahy (D)

Virginia
- 1. Robert Stafford (R)
- 3. Patrick Leahy (D)

Virginia
- 1. Harry F. Byrd Jr. (ID)
- 2. John Warner (R)

Washington
- 1. Henry M. Jackson (D)
- 3. Warren Magnuson (D)

Wisconsin
- 1. William Proxmire (D)
- 3. Gaylord Nelson (D)

Wyoming
- 1. Malcolm Wallop (R)
- 2. Alan K. Simpson (R)

## Camera dei rappresentanti

### Riepilogo della composizione
|                               | Partito      | Partito | Totale | Vacante |  |
| ----------------------------- | ------------ | ------- | ------ | ------- |  |
|                               |              |         | Totale | Vacante |  |
| Democratico                   | Repubblicano |         | Totale | Vacante |  |
| Fine del congresso precedente | 275          | 140     | 415    | 20      |  |
|                               |              |         |        |         |  |
| Inizio                        | 277          | 158     | 435    | 0       |  |
| % di voti                     | 63,7%        | 36,3%   |        |         |  |

### Leadership
Assemblea
- Speaker: Tip O'Neill (D)

Maggioranza
- Leader della maggioranza: Jim Wright (D)

Minoranza
- Leader della minoranza: John Jacob Rhodes (R)

### Membri
Alabama
(4 Democratici, 3 Repubblicani)
- 1. Jack Edwards (R)
- 2. William Louis Dickinson (R)
- 3. William Flynt Nichols (D)
- 4. Tom Bevill (D)
- 5. Ronnie Flippo (D)
- 6. John Hall Buchanan (R)
- 7. Richard Shelby (D)

Alaska
(1 Repubblicano)
- "At-large". Don Young (R)

Arizona
(2 Repubblicani, 2 Democratici)
- 1. John Jacob Rhodes (R)
- 2. Mo Udall (D)
- 3. Bob Stump (D)
- 4. Eldon Rudd (R)

Arkansas
(2 Repubblicani, 2 Democratici)
- 1. William Vollie Alexander (D)
- 2. Ed Bethune (R)
- 3. John Paul Hammerschmidt (R)
- 4. Beryl Anthony (D)

California
(25 Democratici, 18 Repubblicani)
- 1. Harold T. Johnson (D)
- 2. Donald H. Clausen (R)
- 3. Bob Matsui (D)
- 4. Vic Fazio (D)
- 5. John L. Burton (D)
- 6. Phillip Burton (D)
- 7. George Miller (D)
- 8. Ron Dellums (D)
- 9. Pete Stark (D)
- 10. Don Edwards (D)
- 11. William Royer (R), dal 3 aprile 1979
- 12. Pete McCloskey (R)
- 13. Norman Mineta (D)
- 14. Norman D. Shumway (R)
- 15. Tony Coelho (D)
- 16. Leon Panetta (D)
- 17. Chip Pashayan (R)
- 18. Bill Thomas (R)
- 19. Robert J. Lagomarsino (R)
- 20. Barry Goldwater Jr. (R)
- 21. James C. Corman (D)
- 22. Carlos Moorhead (R)
- 23. Anthony Beilenson (D)
- 24. Henry Waxman (D)
- 25. Edward R. Roybal (D)
- 26. John H. Rousselot (R)
- 27. Bob Dornan (R)
- 28. Julian Dixon (D)
- 29. Augustus Hawkins (D)
- 30. George E. Danielson (D)
- 31. Charles H. Wilson (D)
- 32. Glenn M. Anderson (D)
- 33. Wayne R. Grisham (R)
- 34. Dan Lungren (R)
- 35. James F. Lloyd (D)
- 36. George Brown, Jr. (D)
- 37. Jerry Lewis (R)
- 38. Jerry M. Patterson (D)
- 39. William E. Dannemeyer (R)
- 40. Robert Badham (R)
- 41. Bob Wilson (R)
- 42. Lionel Van Deerlin (D)
- 43. Clair Burgener (R)

Carolina del Nord
(9 Democratici, 2 Repubblicani)
- 1. Walter B. Jones (D)
- 2. Lawrence Fountain (D)
- 3. Charles Orville Whitley (D)
- 4. Ike Franklin Andrews (D)
- 5. Stephen L. Neal (D)
- 6. L. Richardson Preyer (D)
- 7. Charlie Rose (D)
- 8. Bill Hefner (D)
- 9. James G. Martin (R)
- 10. Jim Broyhill (R)
- 11. Lamar Gudger (D)

Carolina del Sud
(4 Democratici, 2 Repubblicani)
- 1. Mendel Jackson Davis (D)
- 2. Floyd Spence (R)
- 3. Butler Derrick (D)
- 4. Carroll A. Campbell, Jr. (R)
- 5. Kenneth Lamar Holland (D)
- 6. John Jenrette (D), fino al 10 dicembre 1980

Colorado
(3 Democratici, 2 Repubblicani)
- 1. Patricia Schroeder (D)
- 2. Tim Wirth (D)
- 3. Raymond P. Kogovsek (D)
- 4. James Paul Johnson (R)
- 5. Ken Kramer (R)

Connecticut
(5 Democratici, 1 Repubblicano)
- 1. William R. Cotter (D)
- 2. Chris Dodd (D)
- 3. Robert Giaimo (D)
- 4. Stewart McKinney (R)
- 5. William R. Ratchford (D)
- 6. Toby Moffett (D)

Dakota del Nord
(1 Repubblicano)
- "At-large". Mark Andrews (R)

Dakota del Sud
(1 Repubblicano, 1 Democratico)
- 1. Tom Daschle (D)
- 2. James Abdnor (R)

Delaware
(1 Repubblicano)
- "At-large". Thomas B. Evans, Jr. (R)

Florida
(12 Democratici, 3 Repubblicani)
- 1. Earl Hutto (D)
- 2. Don Fuqua (D)
- 3. Charles Edward Bennett (D)
- 4. William V. Chappell (D)
- 5. Richard Kelly (R)
- 6. Bill Young (R)
- 7. Sam Gibbons (D)
- 8. Andy Ireland (D)
- 9. Bill Nelson (D)
- 10. Louis A. Bafalis (R)
- 11. Dan Mica (D)
- 12. Edward J. Stack (D)
- 13. William Lehman (D)
- 14. Claude Pepper (D)
- 15. Dante Fascell (D)

Georgia
(9 Democratici, 1 Repubblicano)
- 1. Ronald Bryan Ginn (D)
- 2. Dawson Mathis (D)
- 3. Jack Thomas Brinkley (D)
- 4. Elliott H. Levitas (D)
- 5. Wyche Fowler (D)
- 6. Newt Gingrich (R)
- 7. Larry McDonald (D)
- 8. Billy Lee Evans (D)
- 9. Edgar Jenkins (D)
- 10. Doug Barnard (D)

Hawaii
(2 Democratici)
- 1. Cecil Heftel (D)
- 2. Daniel Akaka (D)

Idaho
(2 Repubblicani)
- 1. Steve Symms (R)
- 2. George V. Hansen (R)

Illinois
(13 Repubblicani, 11 Democratici)
- 1. Bennett M. Stewart (D)
- 2. Morgan F. Murphy (D)
- 3. Marty Russo (D)
- 4. Ed Derwinski (R)
- 5. John G. Fary (D)
- 6. Henry Hyde (R)
- 7. Cardiss Collins (D)
- 8. Dan Rostenkowski (D)
- 9. Sidney Yates (D)
- 10. Abner J. Mikva (D), fino al 26 settembre 1979

     John Edward Porter (R), dal 22 gennaio 1980
- 11. Frank Annunzio (D)
- 12. Phil Crane (R)
- 13. Robert McClory (R)
- 14. John N. Erlenborn (R)
- 15. Tom Corcoran (R)
- 16. John B. Anderson (R)
- 17. George M. O'Brien (R)
- 18. Robert Michel (R)
- 19. Tom Railsback (R)
- 20. Paul Findley (R)
- 21. Edward Rell Madigan (R)
- 22. Dan Crane (R)
- 23. Melvin Price (D)
- 24. Paul Simon (D)

Indiana
(7 Democratici, 4 Repubblicani)
- 1. Adam Benjamin (D)
- 2. Floyd Fithian (D)
- 3. John Brademas (D)
- 4. Danforth Quayle (R)
- 5. Elwood Hillis (R)
- 6. David W. Evans (D)
- 7. John T. Myers (R)
- 8. H. Joel Deckard (R)
- 9. Lee Hamilton (D)
- 10. Philip Riley Sharp (D)
- 11. Andrew Jacobs Jr. (D)

Iowa
(3 Repubblicani, 3 Democratici)
- 1. Jim Leach (R)
- 2. Tom Tauke (R)
- 3. Chuck Grassley (R)
- 4. Neal Edward Smith (D)
- 5. Tom Harkin (D)
- 6. Berkley Bedell (D)

Kansas
(4 Repubblicani, 1 Democratico)
- 1. Keith Sebelius (R)
- 2. James Edmund Jeffries (R)
- 3. Larry Winn (R)
- 4. Dan Glickman (D)
- 5. Bob Whittaker (R)

Kentucky
(4 Democratici, 3 Repubblicani)
- 1. Carroll Hubbard (D)
- 2. William Huston Natcher (D)
- 3. Romano Mazzoli (D)
- 4. Gene Snyder (R)
- 5. Tim Lee Carter (R)
- 6. Larry Hopkins (R)
- 7. Carl D. Perkins (D)

Louisiana
(5 Democratici, 3 Repubblicani)
- 1. Bob Livingston (R)
- 2. Lindy Boggs (D)
- 3. Dave Treen (R), fino al 10 marzo 1980

     Billy Tauzin (D), dal 22 maggio 1980
- 4. Buddy Leach (D)
- 5. Jerry Huckaby (D)
- 6. Henson Moore (R)
- 7. John Breaux (D)
- 8. Gillis William Long (D)

Maine
(2 RepubblicanI)
- 1. David F. Emery (R)
- 2. Olympia Snowe (R)

Maryland
(6 Democratici, 2 Repubblicano)
- 1. Robert Bauman (R)
- 2. Clarence Long (D)
- 3. Barbara Mikulski (D)
- 4. Marjorie Holt (R)
- 5. Gladys Spellman (D)
- 6. Beverly Byron (D)
- 7. Parren Mitchell (D)
- 8. Michael Darr Barnes (D)

Massachusetts
(10 Democratici, 2 Repubblicani)
- 1. Silvio Conte (R)
- 2. Edward Boland (D)
- 3. Joseph Early (D)
- 4. Robert Drinan (D)
- 5. James Shannon (D)
- 6. Nicholas Mavroules (D)
- 7. Ed Markey (D)
- 8. Tip O'Neill (D)
- 9. Joe Moakley (D)
- 10. Margaret Heckler (R)
- 11. Brian J. Donnelly (D)
- 12. Gerry Studds (D)

Michigan
(13 Democratici, 6 Repubblicani)
- 1. John Conyers (D)
- 2. Carl Pursell (R)
- 3. Howard Wolpe (D)
- 4. David Stockman (R)
- 5. Harold S. Sawyer (R)
- 6. Milton Robert Carr (D)
- 7. Dale E. Kildee (D)
- 8. J. Bob Traxler (D)
- 9. Guy Vander Jagt (R)
- 10. Donald J. Albosta (D)
- 11. Robert William Davis (R)
- 12. David E. Bonior (D)
- 13. Charles Diggs (D), fino al 3 giugno 1980

     George Crockett Jr. (D), dal 4 novembre 1980
- 14. Lucien Nedzi (D)
- 15. William D. Ford (D)
- 16. John Dingell (D)
- 17. William M. Brodhead (D)
- 18. James Blanchard (D)
- 19. William Broomfield (R)

Minnesota
(4 Democratici, 4 Repubblicani)
- 1. Arlen Erdahl (R)
- 2. Tom Hagedorn (R)
- 3. Bill Frenzel (R)
- 4. Bruce Vento (D)
- 5. Martin Olav Sabo (D)
- 6. Rick Nolan (D)
- 7. Arlan Stangeland (R)
- 8. Jim Oberstar (D)

Mississippi
(3 Democratici, 2 Repubblicani)
- 1. Jamie L. Whitten (D)
- 2. David R. Bowen (D)
- 3. Sonny Montgomery (D)
- 4. Jon Hinson (R)
- 5. Trent Lott (R)

Missouri
(8 Democratici, 2 Repubblicani)
- 1. Bill Clay (D)
- 2. Robert A. Young (D)
- 3. Dick Gephardt (D)
- 4. Ike Skelton (D)
- 5. Richard Walker Bolling (D)
- 6. Earl Thomas Coleman (R)
- 7. Gene Taylor (R)
- 8. Richard Howard Ichord (D)
- 9. Harold Volkmer (D)
- 10. Bill Burlison (D)

Montana
(1 Repubblicano, 1 Democratico)
- 1. John Patrick Williams (D)
- 2. Ron Marlenee (R)

Nebraska
(2 Repubblicani, 1 Democratico)
- 1. Doug Bereuter (R)
- 2. John Joseph Cavanaugh (D)
- 3. Virginia Smith (R)

Nevada
(1 Democratico)
- "At-large". James David Santini (D)

New Hampshire
(1 Democratico, 1 Repubblicano)
- 1. Norman D'Amours (D)
- 2. James Colgate Cleveland (R)

New Jersey
(10 Democratici, 5 Repubblicani)
- 1. James Florio (D)
- 2. William J. Hughes (D)
- 3. James J. Howard (D)
- 4. Frank Thompson (D), fino al 29 dicembre 1980
- 5. Millicent Fenwick (R)
- 6. Edwin B. Forsythe (R)
- 7. Andrew Maguire (D)
- 8. Robert A. Roe (D)
- 9. Harold C. Hollenbeck (R)
- 10. Peter Rodino (D)
- 11. Joseph Minish (D)
- 12. Matthew John Rinaldo (R)
- 13. Jim Courter (R)
- 14. Frank Joseph Guarini (D)
- 15. Edward J. Patten (D)

New York
(26 Democratici, 13 Repubblicani)
- 1. William Carney (R)
- 2. Thomas Downey (D)
- 3. Jerome Ambro (D)
- 4. Norman Lent (R)
- 5. John W. Wydler (R)
- 6. Lester L. Wolff (D)
- 7. Joseph Patrick Addabbo (D)
- 8. Benjamin Stanley Rosenthal (D)
- 9. Geraldine Ferraro (D)
- 10. Mario Biaggi (D)
- 11. James H. Scheuer (D)
- 12. Shirley Chisholm (D)
- 13. Stephen J. Solarz (D)
- 14. Fred Richmond (D)
- 15. Leo Zeferetti (D)
- 16. Elizabeth Holtzman (D)
- 17. John M. Murphy (D)
- 18. Bill Green (R)
- 19. Charles B. Rangel (D)
- 20. Theodore S. Weiss (D)
- 21. Robert Garcia (D)
- 22. Jonathan Brewster Bingham (D)
- 23. Peter A. Peyser (D)
- 24. Richard Ottinger (D)
- 25. Hamilton Fish IV (R)
- 26. Ben Gilman (R)
- 27. Matthew F. McHugh (D)
- 28. Samuel Stratton (D)
- 29. Jerry Solomon (R)
- 30. Robert McEwen (R)
- 31. Donald J. Mitchell (R)
- 32. James M. Hanley (D)
- 33. Gary A. Lee (R)
- 34. Frank Horton (R)
- 35. Barber Conable (R)
- 36. John J. LaFalce (D)
- 37. Henry J. Nowak (D)
- 38. Jack Kemp (R)
- 39. Stan Lundine (D)

Nuovo Messico
(1 Democratico, 1 Repubblicano)
- 1. Manuel Lujan, Jr. (R)
- 2. Harold L. Runnels (D), fino al 5 agosto 1980

Ohio
(13 Repubblicani, 10 Democratici)
- 1. Bill Gradison (R)
- 2. Tom Luken (D)
- 3. Tony Hall (D)
- 4. Tennyson Guyer (R)
- 5. Del Latta (R)
- 6. Bill Harsha (R)
- 7. Bud Brown (R)
- 8. Tom Kindness (R)
- 9. Thomas Ashley (D)
- 10. Clarence E. Miller (R)
- 11. J. William Stanton (R)
- 12. Samuel Devine (R)
- 13. Don Pease (D)
- 14. John F. Seiberling (D)
- 15. Chalmers Wylie (R)
- 16. Ralph Regula (R)
- 17. John M. Ashbrook (R)
- 18. Douglas Applegate (D)
- 19. Lyle Williams (R)
- 20. Mary Rose Oakar (D)
- 21. Louis Stokes (D)
- 22. Charles Vanik (D)
- 23. Ronald M. Mottl (D)

Oklahoma
(5 Democratici, 1 Repubblicano)
- 1. James Robert Jones (D)
- 2. Mike Synar (D)
- 3. Wes Watkins (D)
- 4. Tom Steed (D)
- 5. Mickey Edwards (R)
- 6. Glenn English (D)

Oregon
(4 Democratici)
- 1. Les AuCoin (D)
- 2. Al Ullman (D)
- 3. Robert B. Duncan (D)
- 4. Jim H. Weaver (D)

Pennsylvania
(15 Democratici, 10 Repubblicani)
- 1. Michael Joseph Myers (D), fino al 2 ottobre 1980
- 2. William H. Gray III (D)
- 3. Ray Lederer (D)
- 4. Charles F. Dougherty (R)
- 5. Dick Schulze (R)
- 6. Gus Yatron (D)
- 7. Bob Edgar (D)
- 8. Peter H. Kostmayer (D)
- 9. Bud Shuster (R)
- 10. Joseph McDade (D)
- 11. Dan Flood (D), fino al 31 gennaio 1980

     Ray Musto (D), dal 9 aprile 1980
- 12. John Murtha (D)
- 13. Lawrence Coughlin (R)
- 14. William Moorhead (D)
- 15. Donald Ritter (R)
- 16. Robert Smith Walker (R)
- 17. Allen Ertel (D)
- 18. Doug Walgren (D)
- 19. William F. Goodling (R)
- 20. Joseph Gaydos (D)
- 21. Donald A. Bailey (D)
- 22. Austin Murphy (D)
- 23. William F. Clinger (R)
- 24. Marc L. Marks (R)
- 25. Eugene Atkinson (D)

Rhode Island
(2 Democratici)
- 1. Fernand St. Germain (D)
- 2. Edward Beard (D)

Tennessee
(5 Democratici, 3 Repubblicani)
- 1. Jimmy Quillen (R)
- 2. John Duncan, Sr. (R)
- 3. Marilyn Lloyd (D)
- 4. Al Gore (D)
- 5. Bill Boner (D)
- 6. Robin Beard (R)
- 7. Ed Jones (D)
- 8. Harold Ford Sr. (D)

Texas
(20 Democratici, 4 Repubblicani)
- 1. Sam B. Hall (D)
- 2. Charlie Wilson (D)
- 3. James M. Collins (R)
- 4. Ray Roberts (D)
- 5. Jim Mattox (D)
- 6. Phil Gramm (D)
- 7. Bill Archer (R)
- 8. Robert Eckhardt (D)
- 9. Jack Brooks (D)
- 10. J. J. Pickle (D)
- 11. Marvin Leath (D)
- 12. Jim Wright (D)
- 13. Jack English Hightower (D)
- 14. Joseph P. Wyatt (D)
- 15. Kika de la Garza (D)
- 16. Richard Crawford White (D)
- 17. Charles Stenholm (D)
- 18. Mickey Leland (D)
- 19. Kent Hance (D)
- 20. Henry B. Gonzalez (D)
- 21. Tom Loeffler (R)
- 22. Ron Paul (R)
- 23. Abraham Kazen (D)
- 24. Martin Frost (D)

Utah
(1 Repubblicano, 1 Democratico)
- 1. K. Gunn McKay (D)
- 2. David Daniel Marriott (R)

Vermont
(1 Repubblicano)
- "At-large". Jim Jeffords (R)

Virginia
(6 Repubblicani, 4 Democratici)
- 1. Paul S. Trible, Jr. (R)
- 2. G. William Whitehurst (R)
- 3. David E. Satterfield III (D)
- 4. Robert Daniel (R)
- 5. Dan Daniel (D)
- 6. M. Caldwell Butler (R)
- 7. J. Kenneth Robinson (R)
- 8. Herbert Harris (D)
- 9. William C. Wampler (R)
- 10. Joseph L. Fisher (D)

Virginia Occidentale
(4 Democratici)
- 1. Bob Mollohan (D)
- 2. Harley Orrin Staggers (D)
- 3. John M. Slack (D), fino al 17 marzo 1980

     John G. Hutchinson (D), dal 30 giugno 1980
- 4. Nick Rahall (D)

Washington
(6 Democratici, 1 Repubblicano)
- 1. Joel Pritchard (R)
- 2. Al Swift (D)
- 3. Don Bonker (D)
- 4. Mike McCormack (D)
- 5. Tom Foley (D)
- 6. Norm Dicks (D)
- 7. Mike Lowry (D)

Wisconsin
(6 Democratici, 3 Repubblicani)
- 1. Les Aspin (D)
- 2. Robert Kastenmeier (D)
- 3. Alvin Baldus (D)
- 4. Clement Zablocki (D)
- 5. Henry S. Reuss (D)
- 6. Tom Petri (R), dal 3 aprile 1979
- 7. Dave Obey (D)
- 8. Toby Roth (R)
- 9. Jim Sensenbrenner (R)

Wyoming
(1 Repubblicano)
- "At-large". Dick Cheney (R)

Membri non votanti
(2 Democratici, 1 Repubblicano, 1 D/PNP)
- Distretto di Columbia: Walter E. Fauntroy (D)
- Guam: Antonio Borja Won Pat (D)
- Isole Vergini: Melvin H. Evans (R)
- Porto Rico: Baltasar Corrada del Río (D/PNP)